# Kleinbloemige salie
De kleinbloemige salie (Salvia verbenaca) is een tweejarige plant die behoort tot de lipbloemenfamilie (Lamiaceae). De soort staat op de Nederlandse Rode Lijst van planten als zeer zeldzaam en zeer sterk achteruitgegaan. De plant komt nog voor in Zeeland en is uitgezaaid in de regio rond het Lauwersmeer. De plant komt van nature voor in Europa.
De plant wordt 10-50 cm hoog. De onderste bladeren zijn gelobd tot ongeveer veerdelig. De bladeren staan paarsgewijs tegenover elkaar, ieder paar kruislings ten opzichte van het vorige paar. De bladeren van de plant zijn aromatisch.
De kleinbloemige salie bloeit in mei en juni met blauwe of blauwpaarse, 1-1,5 cm lange bloemen. De kelk is bezet met lange, klierloze haren. De bloemen staan in schijnkransen.
De plant komt voor in droog grasland en op dijken.
De kleinbloemige salie is een waardplant voor Callophrys avis en Chamaesphecia doleriformis.

## Gebruik
De bladeren kunnen zowel vers als gekookt gegeten worden.

## Namen in andere talen
De namen in andere talen kunnen vaak eenvoudig worden opgezocht met de interwiki-links.
- Duits: Eisenkraut-Salbei
- Engels: Wild Clary, Wild English Clary, Vervain Sage
- Frans: Sauge fausse verveine